# In blue
In blue és un quadre del pintor rus Vassili Kandinski, pintat l'any 1925. Consisteix en una composició abstracta de línies i formes geomètriques on predomina el color blau, que dona nom a l'obra. El quadre està exposat en el museu Kunstsammlung Nordrhein-Westfalen de la ciutat alemanya de Düsseldorf.
Kandinsky va pintar aquest quadre quan formava part de l'Escola de Bauhaus (de 1922 a 1933). Va ser una època molt prolífica del pintor, que s'allunyava dels corrents influents de Rússia en aquella època (constructivisme i suprematisme) donant protagonisme a les formes: el cercle i el mig cercle, els angles i les rectes i corbes.